# نيكول ميريزاي
نيكول ميريزاي (مواليد 7 أغسطس 1998) سباحة ألبانية.  شاركت في منافسة السباحة الحرة 100 متر سيدات في دورة الألعاب الأولمبية الصيفية 2016 حيث احتلت المركز 43 في التصفيات ولم تتأهل.
في عام 2019، مثلت ألبانيا في بطولة العالم للألعاب المائية 2019 التي أقيمت في جوانجو في كوريا الجنوبية. شاركت في سباقي 50 متر حرة سيدات و100 متر حرة سيدات.  في السباقين لم تتأهل للمنافسة في الدور نصف النهائي.   كما شاركت في دورة الألعاب الأولمبية الصيفية 2020 التي أقيمت في طوكيو.